# 文昌公園
文昌公園為位於臺灣桃園市桃園區市中心的公園，設立於1909年，為桃竹苗地區最早開闢之公園。公園內包含了文昌宮、明德宮、景福派出所等設施以及後來興建的公園地下停車場。

## 介紹

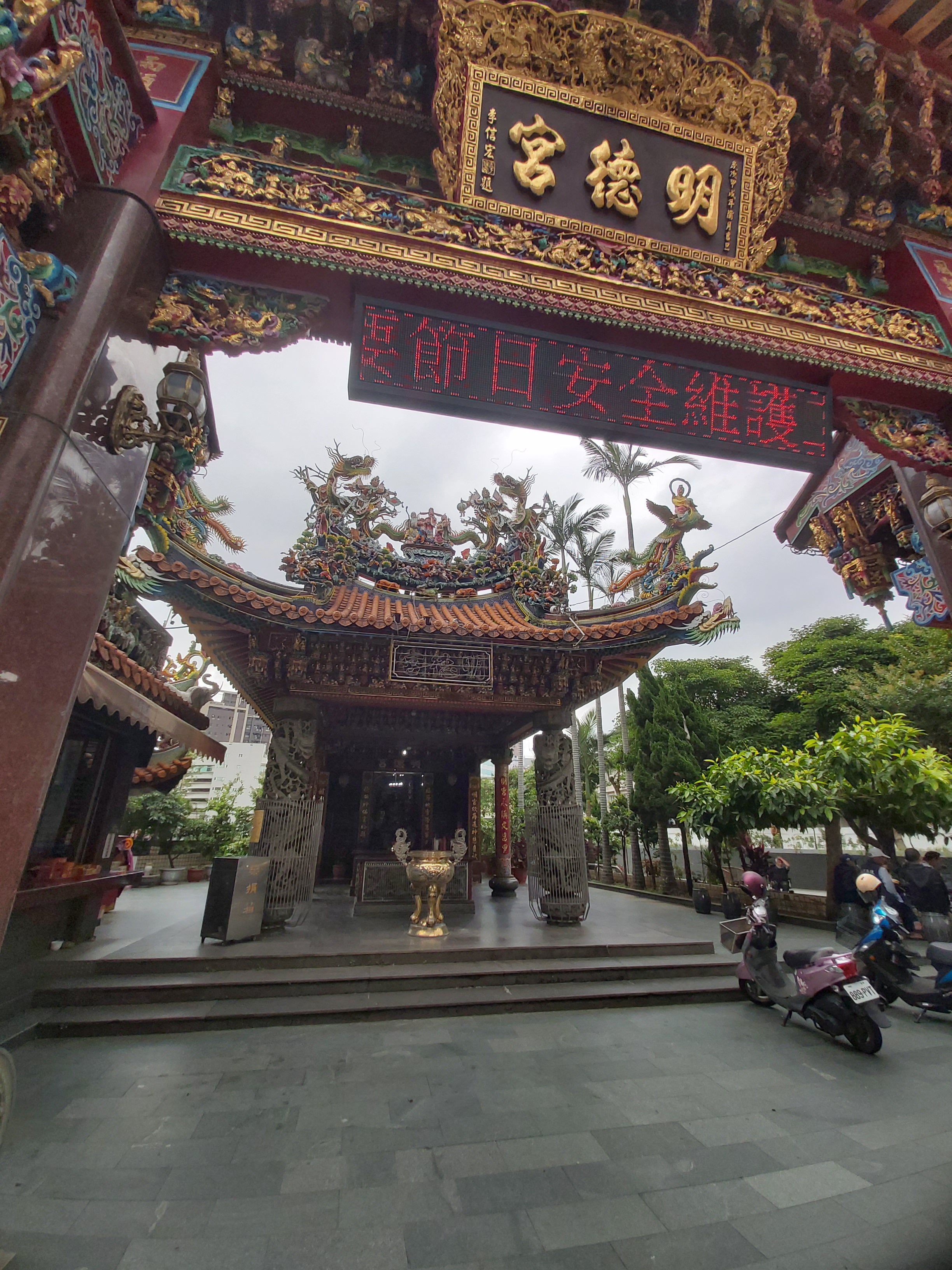
公園內的桃園明德宮，建於清光緒二年（1876年），主祀福德正神，位於桃園區民族路100號址。

文昌公園所在地原為文昌閣和南側桃園城城牆之間軍隊的馬廄，在台灣日治時期1909年，桃園廳將馬廄連同附近土地一起開闢為公園，並在1909年10月開園，面積約4,600坪，而該公園因為北邊的文昌閣而得名。文昌公園設立當時為桃園街市區唯一的休閒去處，公園內還設有網球場；另外一處綠地則是在市區南側郊區的辨天池。後來文昌公園周邊陸續設立了桃園公學校（今桃園國小）、桃園文庫、桃園公會堂等設施，使得文昌公園一帶為當時桃園街的文教區。